# Epopthalmia bannaensis
Epopthalmia bannaensis là loài chuồn chuồn trong họ Macromiidae. Loài này được Zha & Jiang mô tả khoa học đầu tiên năm 2010.